# Асуажу де Жос (Марамуреш)
Асуажу де Жос (рум. Asuaju de Jos) насеље је у Румунији у округу Марамуреш у општини Асуажу де Сус. Oпштина се налази на надморској висини од 196 m.

## Становништво
Према подацима из 2002. године у насељу је живело 604 становника.

### Попис2002.
| Расподела становништва по националности 2002.‍ | Расподела становништва по националности 2002.‍ | Расподела становништва по националности 2002.‍ | Расподела становништва по националности 2002.‍ | Расподела становништва по националности 2002.‍ |
| --------------------------------------------- | --------------------------------------------- | --------------------------------------------- | --------------------------------------------- | --------------------------------------------- |
|                                               |                                               |                                               |                                               |                                               |
| Румуни                                        | Румуни                                        |                                               | 596                                           | 98,8%                                         |
| Мађари                                        | Мађари                                        |                                               | 7                                             | 1,2%                                          |